# Mara Bâtea
Mara Anca Bâtea (n. 12 aprilie 1995, România) este o jucătoare română de fotbal pe postul de mijlocaș. Joacă în prezent pentru Olimpia Cluj și este componentă a echipei naționale a României.

## Titluri
Olimpia Cluj
Câștigătoare
- 5 Campionate ale României: 2011-2012, 2012-2013, 2013-2014, 2014-2015 și 2015-2016
- 2 Cupe ale României: 2014 și 2015